# Lautsalmensaari
Lautsalmensaari är en ö i Finland. Den ligger i sjön Kukasjärvi och i kommunen Mäntyharju i den ekonomiska regionen  S:t Michel och landskapet Södra Savolax, i den södra delen av landet, 170 km nordost om huvudstaden Helsingfors. Öns area är 0,5 hektar och dess största längd är 190 meter i nord-sydlig riktning.